# Collège Notre-Dame du Perpétuel Secours
Le Collège Notre-Dame du Perpétuel Secours est une école primaire et secondaire catholique privée pour garçons fondée en 1904 par la Congrégation de Sainte-Croix à Cap-Haïtien en Haïti.

## Présentation
L'école est située sur un campus de 60 acres (240 000 mètres carrés) à proximité de la ville de Cap-Haïtien et accueille 1 000 étudiants.
Les candidats doivent passer un examen d’entrée.
Le campus est affilié à la Troupe de scouts Henri Christophe, du nom de l'un des héros de la Révolution haïtienne.
L'école se concentre sur la réussite scolaire avec plus de 90 % des étudiants continuant dans l'enseignement supérieur.
Elle est également connue pour l'athlétisme, le football et le basket-ball.

## Histoire
À l’origine, l’école était dirigée par quatre prêtres catholiques laïcs. L'école était également dirigée par les Frères de l'Instruction Chrétienne, qui président également d'autres établissements d'enseignement religieux dans toute la République d'Haïti. L'école a également une histoire longue et compliquée avec des personnalités religieuses et politiques de l'île, notamment des archevêques et des présidents. Plus de quatre-vingt-dix pour cent des étudiants parviennent à fréquenter un établissement d'enseignement supérieur, notamment l'Université Notre-Dame d'Haïti.